# Michael Umaña
Michael Umaña Corrales (Río Oro, 16 luglio 1982) è un ex calciatore costaricano, di ruolo difensore.

## Carriera

### Club
Umaña cominciò la sua carriera nel Carmelita prima di trasferirsi all'Herediano, giunge nella MLS ai Los Angeles Galaxy all'inizio del 2005, poi ritorna in Costa Rica nel Brujas. Dopo il Mondiale 2006 ritorna all'Herediano, che lasciò recentemente per un'altra squadra costaricana, il Liberia.

### Nazionale
È stato membro, tra il 2004 ed il 2017, della nazionale costaricana, con la quale è andato in competizione nella Coppa del Mondo del 2006 e del 2014.
Entusiasmò durante la Gold Cup 2005. Ha partecipato anche alla Gold Cup 2007, ed è stato inoltre selezionato per la Coppa America 2004.
Partecipò anche ai Giochi Olimpici 2004 in Atene dove la Costa Rica arrivò ai quarti di finale.
Viene convocato per la Copa América Centenario negli Stati Uniti.

## Palmarès

### Club

#### Competizioni nazionali
- Campionato MLS: 1

L.A. Galaxy: 2005
- Lamar Hunt U.S. Open Cup: 1

L.A. Galaxy: 2005
- Campionato guatemalteco: 2

Comunicaciones: Apertura 2012, Clausura 2013